# Brezovice (Valjevo)
Brezovice (Servisch cyrillisch Брезовице) is een plaats in de Servische gemeente Valjevo. De plaats telt 506 inwoners (2002).

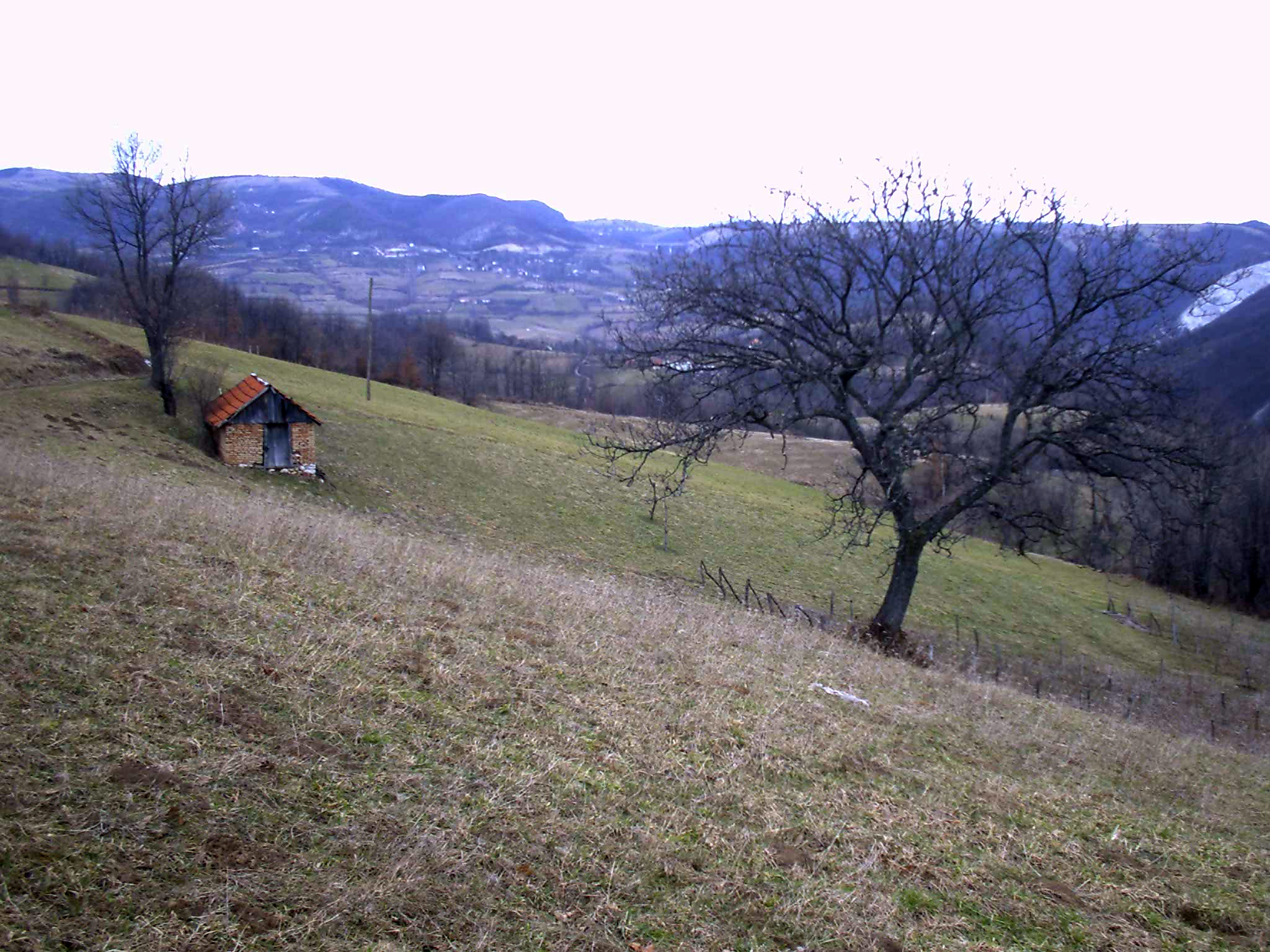
Brezovice - panorama
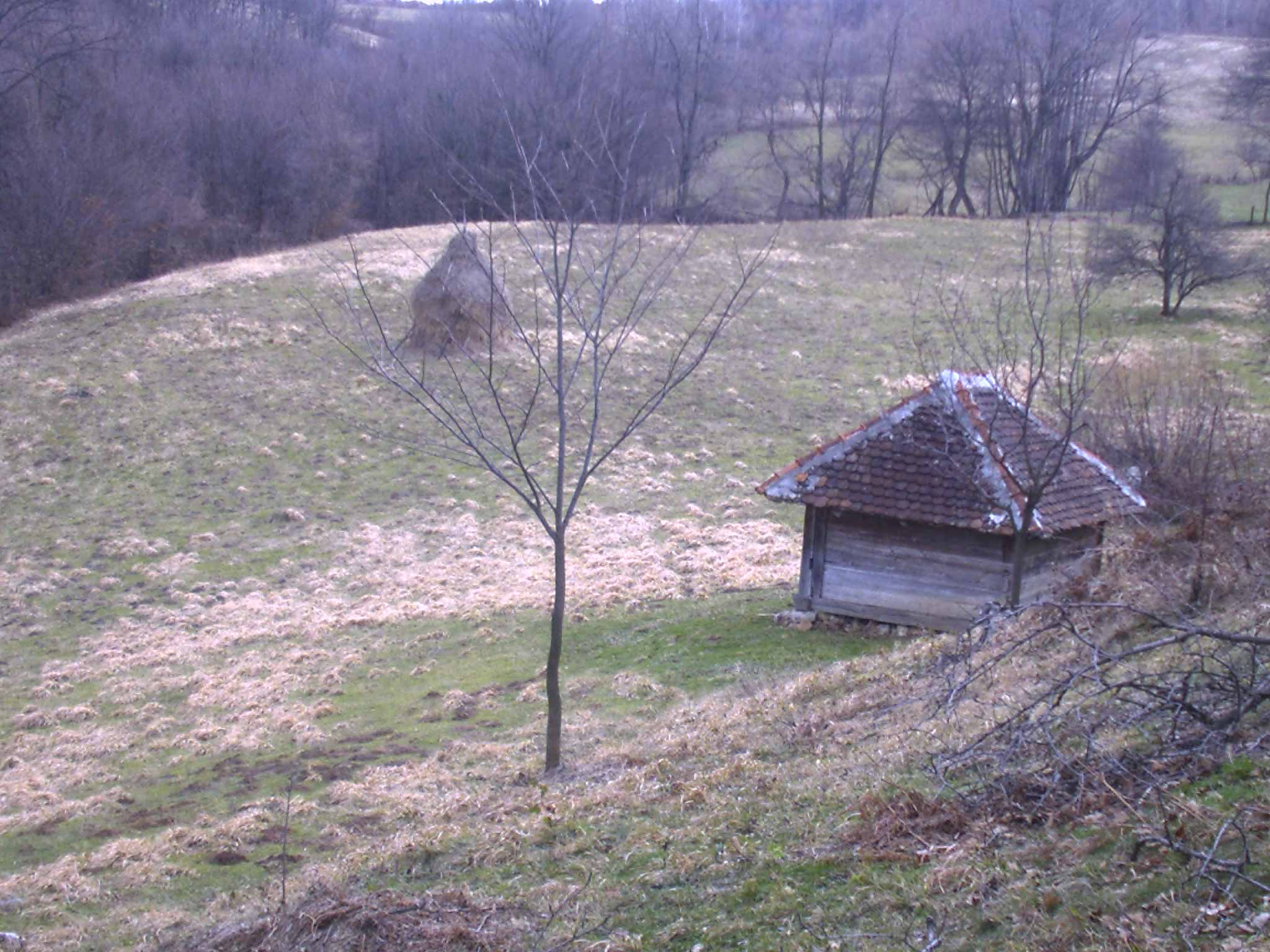
Brezovice - panorama
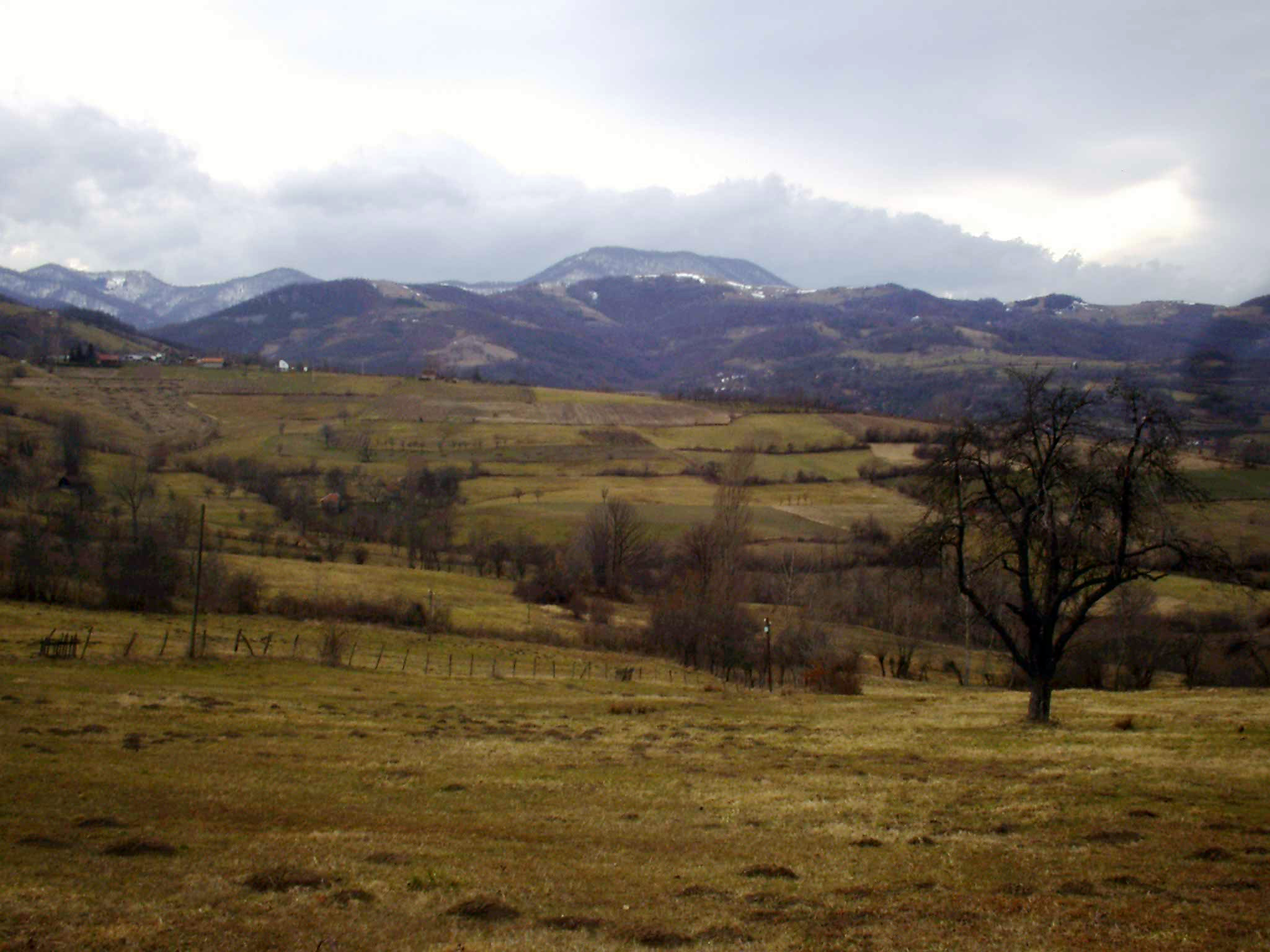
Brezovice - panorama
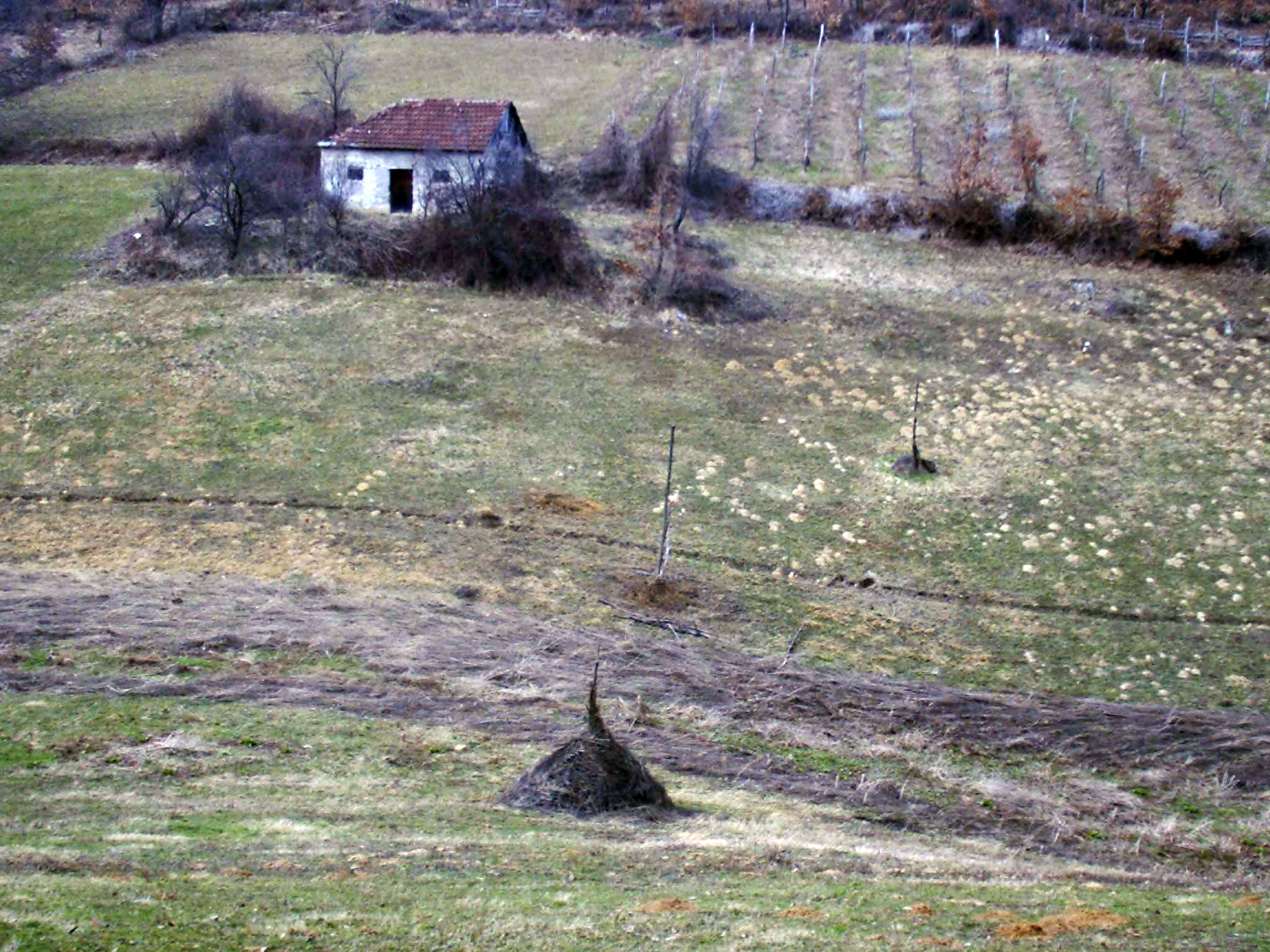
Brezovice - panorama
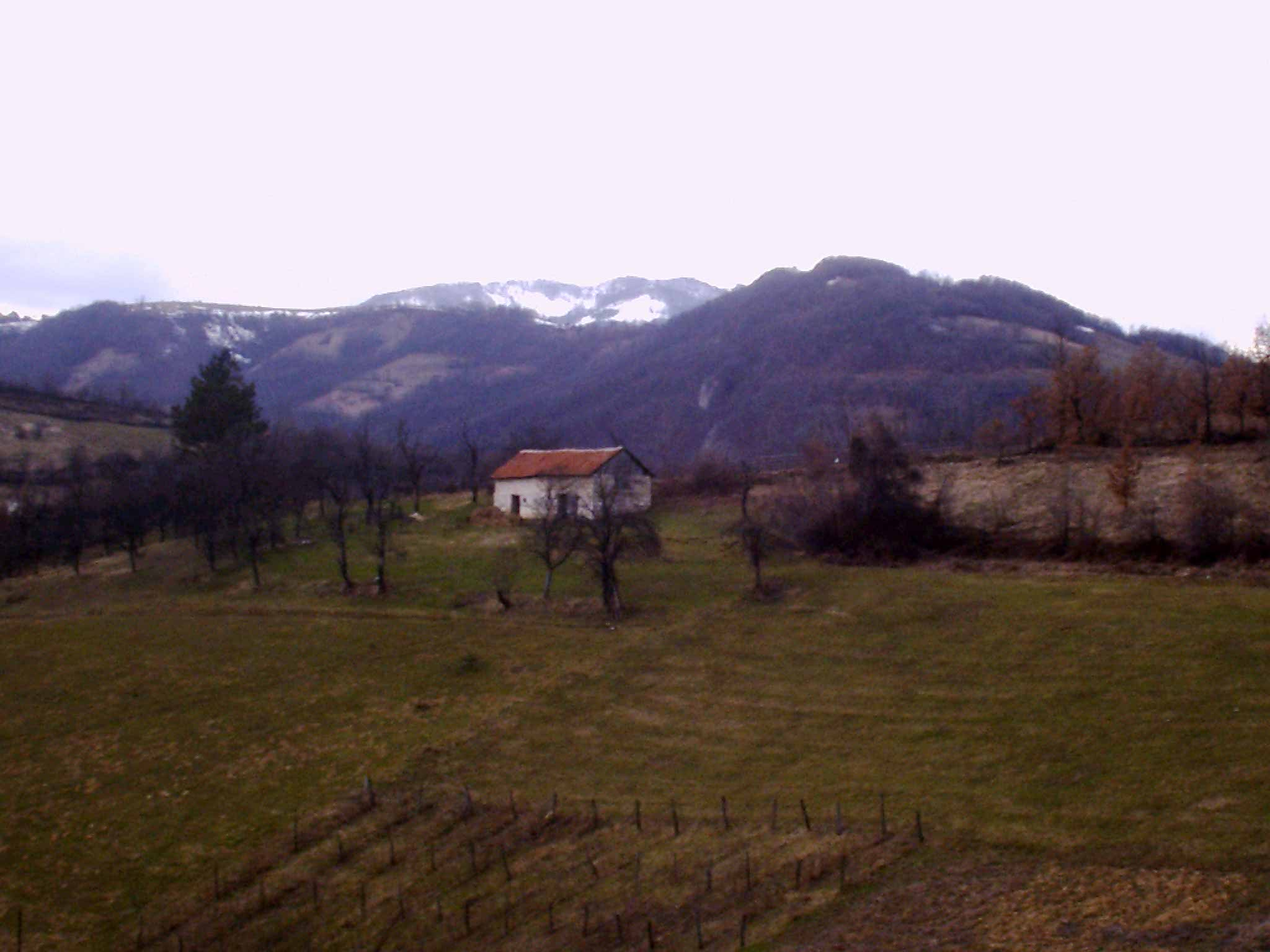
Brezovice - panorama
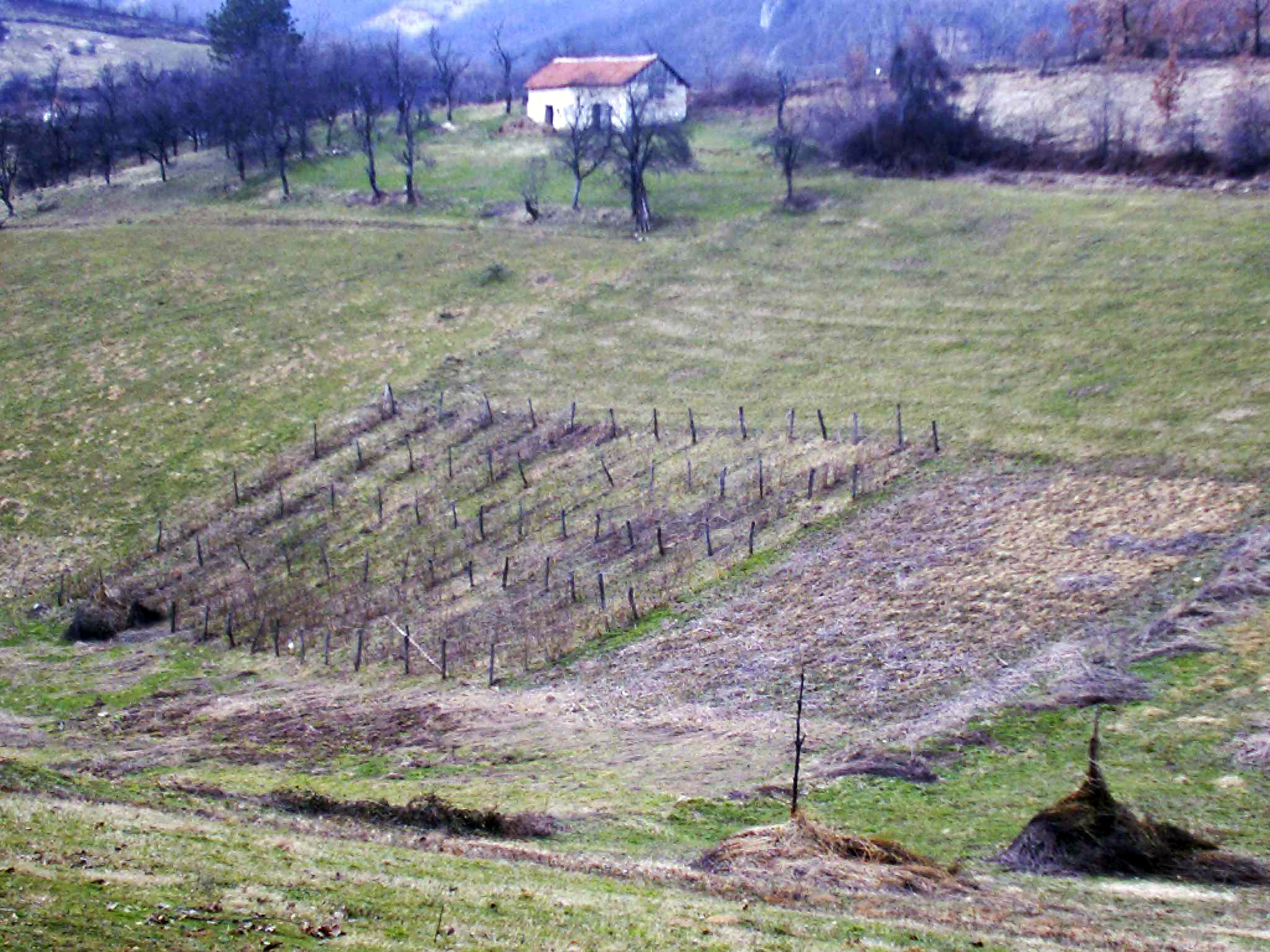
Brezovice - panorama
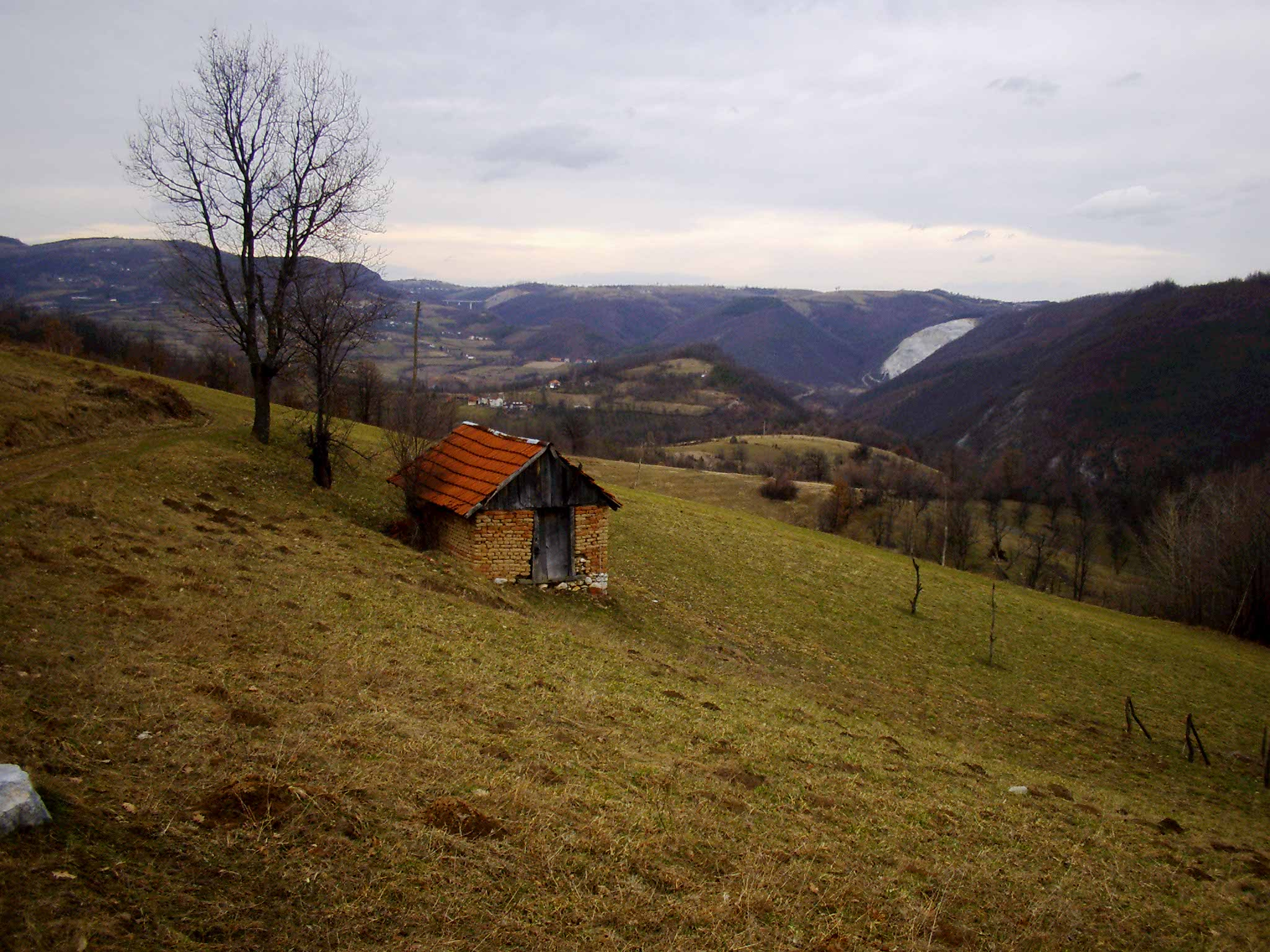
Brezovice - panorama